# Муриси-дус-Портелас
Муриси-дус-Портелас (порт. Murici dos Portelas) — муниципалитет в Бразилии, входит в штат Пиауи. Составная часть мезорегиона Север штата Пиауи. Входит в экономико-статистический микрорегион Литорал-Пиауиенси. Население составляет 8464 человек на 2010 год. Занимает площадь 481,707 км². Плотность населения — 17,57 чел./км².

## Демография
Согласно сведениям, собранным в ходе переписи 2010 г. Национальным институтом географии и статистики (IBGE), население муниципалитета составляет:
| Полное население                               | Полное население                               | Полное население                               | Полное население                               | 8464  |
| ---------------------------------------------- | ---------------------------------------------- | ---------------------------------------------- | ---------------------------------------------- | ----- |
| в том числе:                                   | Городское население                            | 1689                                           | Процент городского населения, %                | 19,96 |
|                                                | Сельское население                             | 6775                                           | Процент сельского населения, %                 | 80,04 |
|                                                | Мужское население                              | 4422                                           | Процент мужского населения, %                  | 52,24 |
|                                                | Женское население                              | 4042                                           | Процент женского населения, %                  | 47,76 |
| Плотность населения, чел/км²                   | Плотность населения, чел/км²                   | Плотность населения, чел/км²                   | Плотность населения, чел/км²                   | 17,57 |
| Население муниципалитета в % к населению штата | Население муниципалитета в % к населению штата | Население муниципалитета в % к населению штата | Население муниципалитета в % к населению штата | 0,27  |

По данным оценки 2016 года, население муниципалитета составляет 8903 жителя.

## Статистика
- Валовой внутренний продукт на 2003 год составляет 9 166 893,00 реалов (данные: Бразильский институт географии и статистики).
- Валовой внутренний продукт на душу населения на 2003 год составляет 1427,42 реалов (данные: Бразильский институт географии и статистики).
- Индекс развития человеческого потенциала на 2000 год составляет 0,494 (данные: Программа развития ООН).